# Кауркін Іван Іванович
Іван Іванович Кауркін (10 жовтня 1922, Рязанська губернія — 13 січня 2009, Київ) — радянський і український військовий діяч та педагог, генерал-майор, начальник Київського суворовського військового училища (1970–1985). Голова Ради ветеранів Печерського району міста Києва.

## Біографія
Під час німецько-радянської війни — командир взводу, потім танкової роти. Був двічі поранений.
Після війни закінчив Академію бронетанкових і механізованих військ ім. Й. Сталіна.
Командував танковим батальйоном, служив начальником штабу танкового полку, командиром полку.
Потім був заступником командира мотострілецької дивізії в місті Біла Церква, пізніше командував цією дивізією.
З 1965 по 1967 рр. — у складі групи радянських військових спеціалістів, де командував Радянською 7-ю окремою мотострілецькою бригадою на Кубі.
З 1970 по 1985 рр. — очолював Київського суворовського військового училища, яке під його керівництвом 9 раз визнавалося найкращим серед суворовських училищ Радянського Союзу і нагороджувалося Почесними грамотами Міністерства оборони СРСР за високі результати в навчально-виховній роботі.
Після виходу у відставку керував в Україні військово-спортивною грою Орлятко. Пізніше протягом 16 років — голова Ради ветеранів Печерського району міста Києва.
Помер у січні 2009 році і похований в Києві на Південному кладовищі.

## Нагороди та відзнаки
- Орден Червоного Прапора
- Орден Червоної Зірки
- Медаль «В ознаменування 100-річчя з дня народження Володимира Ілліча Леніна»